# Віллем Якоб Лейтен
Віллем Якоб Лейтен (нід. Willem Jacob Luyten; 7 березня 1899 — 21 листопада 1994) — нідерландсько-американський астроном, член Національної АН США.

## Біографія
Народився у місті Семаранг (острів Ява). Освіту здобув в Амстердамському і Лейденському університетах. З 1921 року жив у США. У 1921—1923 рр. працював у Лікській, в 1923—1930 — у Гарвардській обсерваторіях. З 1931 р. — у Міннесотському університеті (у 1937—1975 роках — професор, завідувач кафедрою астрономії, з 1975 року — почесний професор).
Основні наукові праці стосуються зоряної астрономії. Розвинув метод визначення статистичних паралаксів за власними рухами зір і побудував діаграму Герцшпрунга—Рассела для зір в околицях Сонця; здійснив детальне дослідження всіх зір у радіусі 10 парсек навколо Сонця. Визначив середні абсолютні величини, просторові щільності, просторові рухи для різних груп зір — цефеїд, довгоперіодичних змінних, червоних гігантів тощо. У 1927 році почав у Гарвардській обсерваторії обширну програму визначення власних рухів зір південного неба; знайшов близько 100 000 зірок яскравіших 4,5m з великими власними рухами. Шляхом оцінок кольору слабких зір із великими власними рухами відкрив значну частину відомих білих карликів. Організував повторне фотографування північного неба на Паломарському телескопі Шмідта для отримання спостережень другої епохи Паломарського атласу неба; це дає можливість визначати власні рухи багатьох дуже слабких зірок (до 21-ї зоряной величини). Деякі роботи присвячено вивченню руху лінії апсид у спектрально-подвійних зір (1936), візуальним спостереженням змінних зір (1918—1920).
Медаль імені Дж. Вотсона Національної АН США (1965), медаль Кетрін Брюс Тихоокеанського астрономічного товариства (1968).
На честь ученого названо:
- астероїд 1964 Лейтен
- зоря Лейтена